# نظریه ناظم
نظریه ناظم (انگلیسی: Nazriya Nazim؛ زادهٔ ۲۰ دسامبر ۱۹۹۴) یک هنرپیشه اهل هند است.
او در فیلم پادشاه ملکه و روزهای بنگلور بازی کرده‌است.